# Björkviks realskola

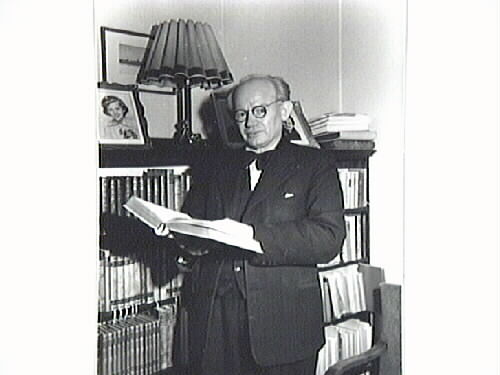
Erik Norrman, kyrkoherde i Björkvik.

Björkviks realskola var en korrespondensrealskola som grundades 1943 av  kyrkoherden Erik Norrman. Skolan var belägen i sockenstugan i Björkvik, cirka tre mil sydost om Katrineholm. Undervisningen byggde på Hermods läsplan och bedrevs som varannandagsläsning.
Skolan lades ner 1970.